# Warren Elliot Henry
Tiến sĩ Warren Henry (18 tháng 2 năm 1909 – 31 tháng 10 năm 2001) là nhà vật lý người Mỹ gốc Phi, người đã đóng góp đáng kể vào sự tiến bộ của khoa học, công nghệ, giáo dục và tư vấn cho các nhà vật lý khác qua nhiều thế hệ. Gần bảy thập kỷ làm việc trong các lĩnh vực từ tính và siêu dẫn, khiến ông trở thành một trong những nhà khoa học người Mỹ gốc Phi nổi tiếng nhất trong lịch sử Hoa Kỳ.

## Tuổi trẻ và giáo dục
Warren Henry sinh ra tại Evergreen, Alabama, học tại Học viện Tuskegee. Ông học chuyên ngành Toán, tiếng Anh và tiếng Pháp và tốt nghiệp với bằng cử nhân khoa học vào năm 1931. Năm 1937, ông tốt nghiệp thạc sĩ khoa học trong hóa học hữu cơ độ từ đại học Atlanta. Trong quá trình học đại học ông còn dạy thêm tại cao đẳng Spelman và đại học Morehouse. Năm 1941, ông nhận bằng tiến sĩ về vật lý hóa học từ đại học Chicago.

## Giải thưởng và công nhận
Henry là thành viên của Hiệp hội Vật lý Mỹ và Hiệp hội vì sự tiến bộ của khoa học Mỹ. Ông nhận được giải thưởng thành tựu trọn đời trong cộng đồng từ Quỹ Khoa học Quốc gia. Năm 1997, ông được Hiệp hội kỹ thuật quốc gia Mỹ trao cho giải thưởng kỹ thuật của năm.